# Submodalności
Zasugerowano, aby zintegrować ten artykuł z artykułem Preferowane modalności sensoryczne. Nie opisano powodu propozycji integracji.
Submodalności – w programowaniu neurolingwistycznym cechy form lub struktur (bardziej niż treści) odebranych w przekazie komunikacyjnym za pomocą systemu reprezentacji (zmysłu). Przykładowo niezależnie od treści, zarówno zewnętrzne, jak i umysłowe obrazy (reprezentacje) jakiegokolwiek rodzaju mogą mieć dowolny rozmiar, kształt, kolor czy stan. Te właściwości nazywane są właśnie submodalnościami i regulują w psychologii behawioralnej formy budowane w głowie pacjenta/klienta w celu odpowiedniego operowania subiektywnym doświadczeniem (asocjacji, dysocjacji itp.). Istnieją kategorie submodalności w zależności od użytego systemu reprezentacji:
- wzrokowe (kolor, odległość, wielkość),
- słuchowe (ton, rytm, barwa),
- dotykowe (siła, długość, powierzchnia),
- dialogu wewnętrznego.

W NLP utrzymuje się, że submodalności pełnią funkcjonalną rolę, tj. emocje, związane z nimi wspomnienia i odczucia percepcji (np. „ważność”) są przedkładane świadomości za pomocą nieświadomej części umysłu, wraz z myślami i wspomnieniami. Metafora „dystansować się” jest w tym przypadku brana dosłownie, gdyż umysłowa reprezentacja czegoś mało ważnego jest „bardziej oddalona”, niż czegoś ważnego. Celem do zrozumienia siły i funkcjonalności tych cech przekazu, jest uświadomienie pewnych krytycznych wartości, indywidualnych dla każdego człowieka. Poważna zmiana mentalna wymaga prawidłowego odczytu sygnałów świadczących o używanym systemie reprezentacji, dzięki czemu użycie submodalności w terapii będzie właściwe (preferowane). Niestety, z racji nieścisłych metod takiego odbioru, wykrycie odpowiednich sygnałów leży ciągle w rękach terapeuty.
Pomimo tego, submodalności są w metodyce NLP uważane za kluczową formę wartościowego wejrzenia w subiektywne doświadczenie. Dzięki submodalnościom istnieje duże prawdopodobieństwo zlokalizowania przyczyn nieścisłości komunikacyjnych oraz odpowiednie zareagowanie.